# Rhyparochromidae

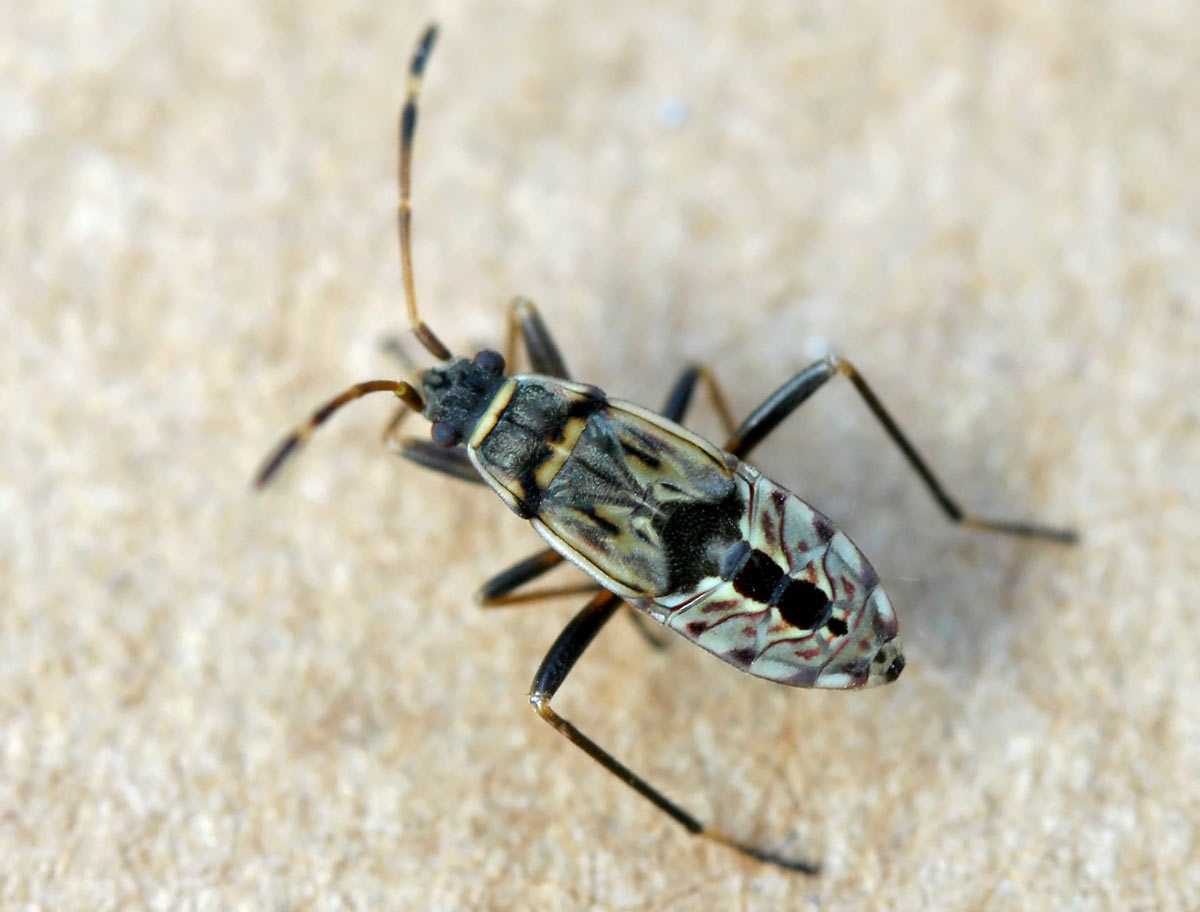
Ninfa de Beosus maritimus

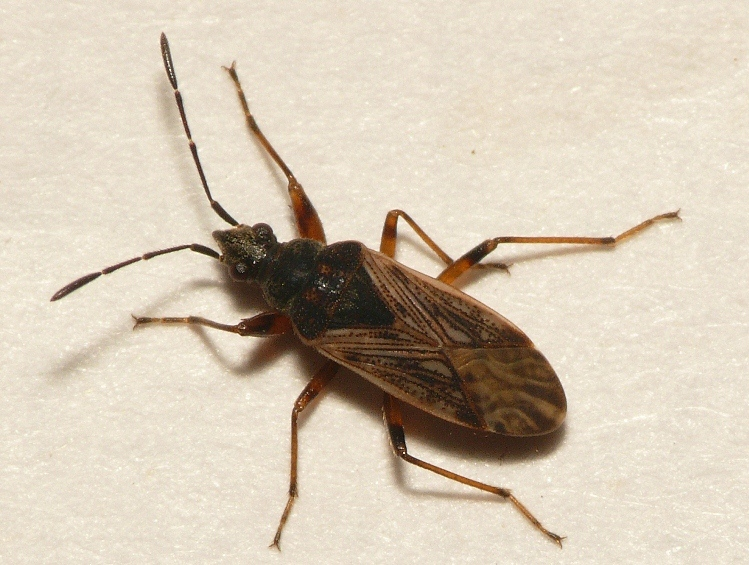
Pachybrachius fracticollis

Rhyparochromidae es una familia de hemípteros perteneciente a la superfamilia Lygaeoidea. Anteriormente se la consideraba una subfamilia de Lygaeidae. Cerca de 1900 especies en más de 370 géneros, en 2 subfamilias y 14 tribus. Se distribuyen por todo el mundo, excepto zonas polares.
Generalmente son pequeños, de color marrón o manchados. El fémur de la primera pata es a menudo engrosado. La mayoría se alimentan de semillas.

## Taxonomía
Se reconocen los siguientes taxones:
- Subfamilia Plinthisinae
  - Tribu Plinthisini
    - Plinthisus
- Subfamilia Rhyparochrominae
  - Tribu Antillocorini
    - Antillocoris
    - Botocudo
    - Cligenes
    - Paurocoris

  - Tribu Drymini
    - Drymus
    - Eremocoris
    - Gastrodes
    - Scolopostethus
    - Thylochromus
    - Togodolentus

  - Tribu Gonianotini
    - Atrazonotus
    - Delochilocoris
    - Emblethis
    - Malezonotus
    - Spinigernotus
    - Trapezonotus

  - Tribu Lethaeini
    - Cistalia
    - Cryphula
    - Paragonatas
    - Valtissius
    - Xestocoris

  - Tribu Megalonotini
    - Lamprodema
    - Megalonotus
    - Sphragisticus

  - Tribu Myodochini
    - Ashlockaria
    - Caenopamera
    - Carpilis
    - Cnemodus
    - Ereminellus
    - Froeschneria
    - Heraeus
    - Kolenetrus
    - Ligyrocoris
    - Myodocha
    - Neopamera
    - Pachybrachius
    - Paraheraeus
    - Paromius
    - Perigenes
    - Prytanes
    - Pseudocnemodus
    - Pseudopachybrachius
    - Pseudopamera
    - Ptochiomera
    - Sisamnes
    - Slaterobius
    - Valonetus
    - Zeridoneus
    - Zeropamera

  - Tribu Ozophorini
    - Balboa
    - Ozophora

  - Tribu Rhyparochromini
    - Cordillonotus
    - Dieuches
    - Orphnotrechus
    - Peritrechus
    - Raglius
    - Rhyparochromus
    - Uhleriola
    - Xanthochilus

  - Tribu Stygnocorini
    - Stygnocoris

  - Tribu Udeocorini
    - Neosuris
    - Tempyra